# Eulagisca gigantea
Eulagisca gigantea este o specie de vierme din familia Polynoidae, cu răspândire largă în jurul Antarcticii și al Oceanului Antarctic, la adâncimi de 40 - 700 m.

## Descriere
Eulagisca gigantea poate atinge o lungime de 20 cm și o lățime de 10 cm.